# Спираль Бруно

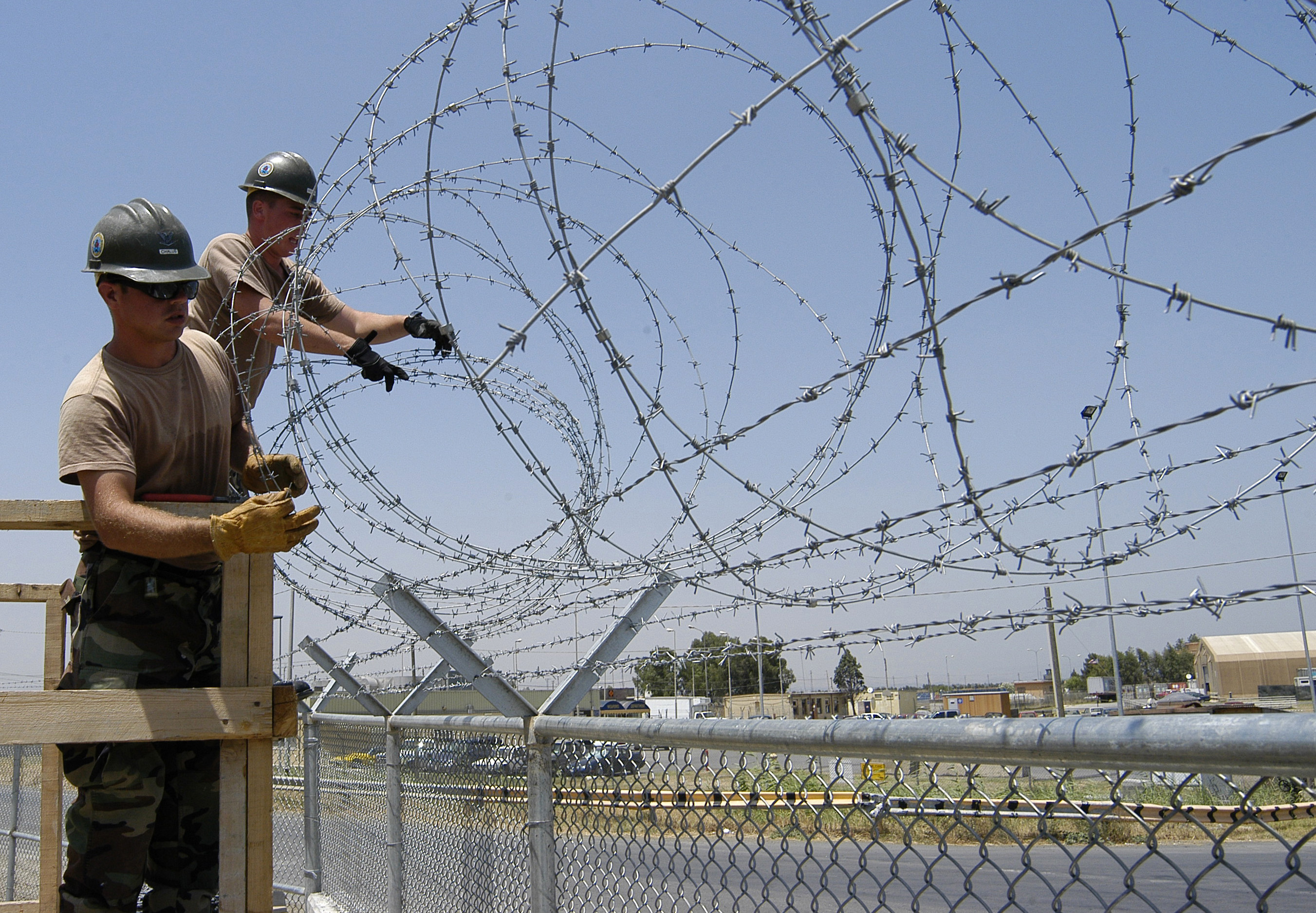
Монтаж спирали Бруно из двужильной колючей проволоки.

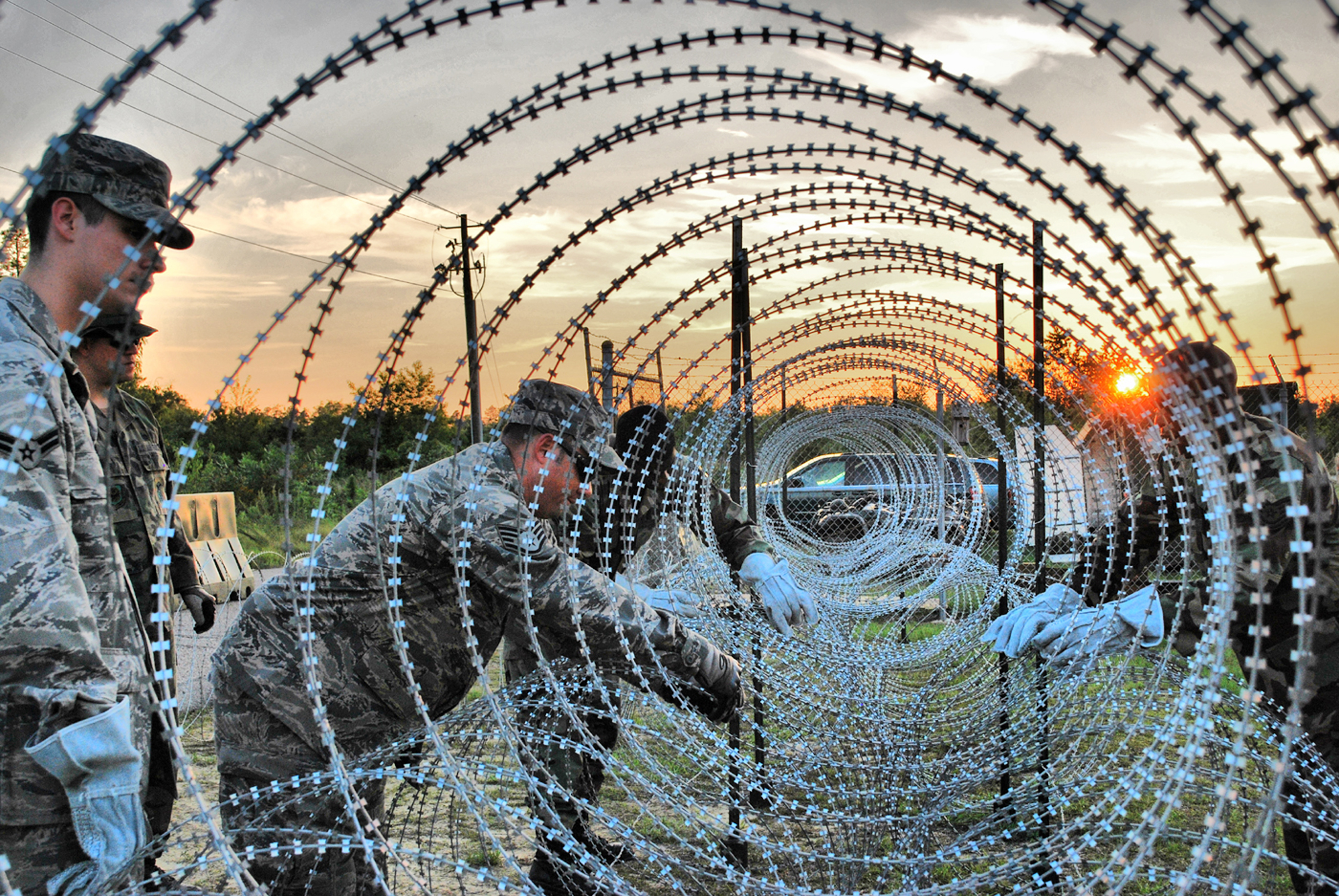
Монтаж спирали Бруно из одножильной колючей проволоки.

Спира́ль Бруно — противокавалерийское и противопехотное заграждение в виде винтовой линии (спирали) диаметром 70—130 см, свитой из нескольких пересекающихся нитей колючей или обычной проволоки (ленты) и растянутой на опорах поперёк вероятного движения противника (злоумышленника).
В отношении подобных заграждений также используются названия концертина(по аналогии с музыкальным инструментом подобной формы) и «Егоза» (советское название спиральных заграждений из режущей ленты).

## История
Спирали Бруно появились в ходе Первой мировой войны, боевые действия которой отличались массовым применением проволочных заграждений, француз Бруно предложил предварительно наматывать проволоку (колючую проволоку) на барабан и получившуюся колючую спираль быстро монтировать в поле. В дальнейшем спиральные заграждения из колючей проволоки получили название «Спираль Бруно». Установка многорядных проволочных заграждений требовала времени. Спираль Бруно, заготовленная заблаговременно, позволяла оперативно наращивать заграждения на участках прорыва и использовалась для восстановления разрушенных заграждений и устройства их на новых рубежах.
Проволочные заграждения наиболее эффективны при использовании совместно с пулемётами, так как при их преодолении пехотинец вынужден встать в полный рост и задержаться на одном месте, что значительно повышает вероятность его поражения. Проходы в проволочных заграждениях тоже являются удобным местом для поражения живой силы противника.
Первые версии спирали Бруно легко могли быть разрушены путем однократного перекусывания, причём в легкодоступной фронтальной части, и легко деформировались, что позволяло пехоте сочетать перекусывание со смятием и раздвиганием заграждения для проделывания прохода. Современные версии спирали Бруно используют дополнительные заклёпки от 3 до 7 штук для соединения витков спирали между собой в шахматном порядке, что соответственно увеличивает число необходимых перекусываний, часть которых нужно совершить в труднодоступных местах, и также делает спираль более жёсткой к попыткам её деформировать.
Спирали Бруно (проволочные спирали) устанавливаются на местности в два — три ряда по ширине и в один — два яруса по высоте. При установке спирали связываются между собой проволокой и крепятся кольями к земле. После установки каждая спираль представляет собой цилиндр длиной 10 метров и высотой 90 см. Спирали могут изготавливаться вручную в полевых условиях на шаблонах из кольев, забитых в землю по периметру с диаметром 1,2 метра. Колья обматываются 50 витками колючей проволоки с расстоянием 3 см между витками. Время изготовления 100 метров заграждения общевойсковым отделением составляет 5—6 часов; его установка занимает 0,5—1 ч.

… 3. Способы преодоления пехотой инженерных препятствий противника (минное поле, проволочный забор, спотыкач, спираль Бруно, эскарп и противотанковый ров). …— Приказ войскам 2-й гвардейской армии № 00198, от 30 октября 1944 года, с объявлением указаний по боевой подготовке войск.
После Второй мировой войны помимо колючей проволоки стали применять также колючую режущую спираль. Она более эффективна: наносит более серьёзные раны и сложнее преодолевается людьми без инструментов, давая охране больше времени на реагирование.
В мирное время спираль Бруно используется для устройства ограждений охраняемых объектов — например, тюрем или военных объектов, а также её часто используют для усиления заборов на закрытой территории гражданских объектов: заводах, гаражах, складах и тому подобное.
В настоящее время производятся колюще-режущие спирали, изготовленные не только из обычной колючей проволоки, но и из колючей ленты, армированной проволокой.